# Pawłowskoje (Kazachstan)
Pawłowskoje (kaz. Павловское) – wieś w Kazachstanie, w obwodzie kustanajskim, w rejonie Karasu. W 2009 liczyła 843 mieszkańców.